# Blücherschanze

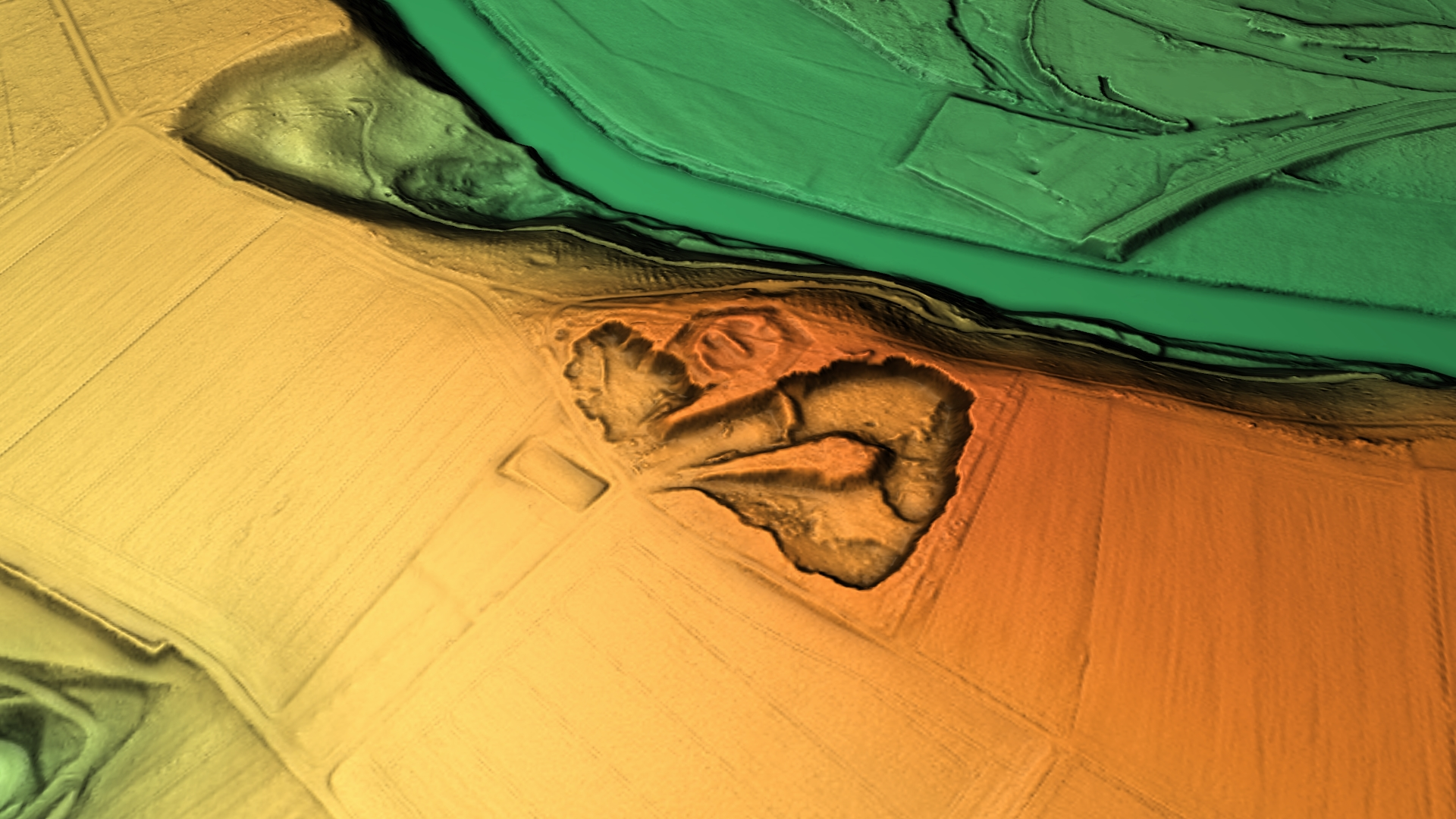
3D-Ansicht des digitalen Geländemodells

Die Blücherschanze ist eine Lünette mit Mitteltraverse nördlich von Runkel-Ennerich am nördlichen Rand des Taunus. Sie liegt südlich oberhalb der Lahn. Ihre Ausrichtung deutet an, dass von hier aus im Besonderen der Ausgang des Kerkerbachtals überwacht werden sollte.
Die Anlage liegt unmittelbar am Lahnhöhenweg. Ihre Seiten sind 30 bzw. 26 Meter lang, die Flanken 25 bzw. 18 Meter und ihr Kehlwall 32 und 32 Meter.
Errichtet wurde die Anlage während der Koalitionskriege 1796 durch österreichische Truppen. Sie diente der Abwehr der im Westerwald stehenden französischen Armee und dem Schutz von Frankfurt am Main.
Im Jahr 1813 wurden 250 Soldaten der preußischen Armee im Kehlgraben der Lünette bestattet. Diese waren zuvor im Militärlazarett in Runkel verstorben. Diesen Toten ist ein 1926 errichtetes Denkmal gewidmet.